# Bìm bịp trán trắng
Bìm bịp trán trắng (danh pháp hai phần: Centropus superciliosus) là một loài chim thuộc chi Bìm bịp, họ Cuculidae.. Bìm bịp trán trắng phân bố ở châu Phi cận Sahara.